# Botsuana en los Juegos Olímpicos de la Juventud 2018
Botsuana participó en los Juegos Olímpicos de la Juventud 2018 en Buenos Aires, Argentina, celebrados entre el 6 y el 18 de octubre de 2018. Su delegación estuvo conformada por tres atletas en dos disciplinas. No obtuvo medallas en las justas.

## Medallero
| Medalla       | Oro | Plata | Bronce | Total |
| ------------- | --- | ----- | ------ | ----- |
| Total oficial | 0   | 0     | 0      | 0     |

## Disciplinas

### Atletismo
Botsuana clasificó a un atleta en esta disciplina.
Masculino
Eventos de Pista
| Atleta           | Evento     | Serie 1 | Serie 1 | Serie 2 | Serie 2 | Total   | Total  |
| Atleta           | Evento     | Tiempo  | Puesto  | Tiempo  | Puesto  | Tiempo  | Puesto |
| ---------------- | ---------- | ------- | ------- | ------- | ------- | ------- | ------ |
| Bernard Olesitse | 400 Metros | 52.04   | 18      | 49.04   | 10      | 1:41.08 | 14     |

### Natación
Botsuana clasificó a dos atletas en esta disciplina.
Masculino
| Atleta               | Evento       | Serie   | Serie  | Semifinal | Semifinal | Final     | Final     |
| Atleta               | Evento       | Tiempo  | Puesto | Tiempo    | Puesto    | Tiempo    | Puesto    |
| -------------------- | ------------ | ------- | ------ | --------- | --------- | --------- | --------- |
| James Samuel Freeman | 200 m Libres | 1:54.14 | 25     | No avanzó | No avanzó | No avanzó | No avanzó |
| James Samuel Freeman | 400 m Libres | 3:57.37 | 20     | No avanzó | No avanzó | No avanzó | No avanzó |
| James Samuel Freeman | 800 m Libres | Exento  | Exento | Exento    | Exento    | 8:18.64   | 13        |

Femenino
| Atleta                  | Evento        | Serie  | Serie  | Semifinal | Semifinal | Final     | Final     |
| Atleta                  | Evento        | Tiempo | Puesto | Tiempo    | Puesto    | Tiempo    | Puesto    |
| ----------------------- | ------------- | ------ | ------ | --------- | --------- | --------- | --------- |
| Ruvarashe Tjawada Gondo | 50 m Pecho    | 37.79  | 37     | No avanzó | No avanzó | No avanzó | No avanzó |
| Ruvarashe Tjawada Gondo | 50 m Mariposa | 32.16  | 34     | No avanzó | No avanzó | No avanzó | No avanzó |